# Labidochromis ianthinus
Labidochromis ianthinus (лат.)— один из видов рыб семейства цихловых. Обитает в озере Малави. Имеют длину 6—9 сантиметров.

## Этимология
Название вида указывает на фиолетовые оттенки в окраске этих цихлид.

## Среда обитания
Рыбы этого вида встречаются в юго-западной части озера Малави у острова Мбенджи, а также в водах у рифа Нкомо. Живут во всех известных видах биотопов, но чаще всего встречаются в скалах.
Питаются беспозвоночными животными, а именно личинками насекомых и мелкими ракообразными. Выискивают добычу в обрастаниях скал, а также на песчаном субстрате.